# Gammarus chevreuxi
Gammarus chevreuxi is een vlokreeftensoort uit de familie van de Gammaridae. De wetenschappelijke naam van de soort is voor het eerst geldig gepubliceerd in 1913 door Sexton.
G. chevreuxi wordt ongeveer 13 mm groot. Het lijkt erg op Gammarus locusta, maar verschilt hiervan met name in de bouw van de antenna, de vierde  pereon en de derde uropode. Zie voor de anatomie van vlokreeften de desbetreffende wiki pagina.
De vlokreeft wordt aangetroffen in brakke wateren langs de atlantische kusten van Europa en noord Afrika. Het habitat bestaat hier vooral uit de modderige, zanderige en stenige bodems van moerassen, plassen en sloten van estuaria.